# Euphorbia bemarahaensis
Euphorbia bemarahaensis Rauh & Mangelsdorff, 1999 è una pianta della famiglia delle Euforbiacee, endemica del Madagascar.

## Descrizione
È una pianta succulenta, con fusti ramificati, alta sino a 50 cm.
 
Le foglie sono piccole, obovate, opposte, di colore verde pallido, di consistenza coriacea.

L'infiorescenza è un ciazio solitario, con piccole brattee di colore giallo-verdastro che formano un involucro a coppa attorno a un singolo fiore femminile centrale, circondato da più fiori maschili.

Il frutto è una capsula deiscente tricarpellare, contenente tre semi.

## Distribuzione e habitat
L'areale di E. bemarahaensis è ristretto alla regione degli Tsingy di Bemaraha, nel Madagascar occidentale, dove cresce su substrati rocciosi calcarei.

## Conservazione
La IUCN Red List classifica E. bemarahaensis come specie Vulnerabile.
Il suo areale ricade interamente all'interno della Riserva naturale integrale Tsingy di Bemaraha.
La specie è inserita nell'Appendice II della Convention on International Trade of Endangered Species (CITES).